# أندريا بيروبون
أندريا بيروبون (بالإيطالية: Andrea Pierobon)‏ (19 يوليو 1969 في إيطاليا - ) هو لاعب كرة قدم إيطالي في مركز حراسة المرمى. لعب مع نادي تريفيزو ونادي سبال ونادي سيتاديلا ونادي فينيزيا وUS Massese 1919 ‏ وFidelis Andria 2018 ‏ وASD Giorgione Calcio 2000 ‏.

## روابط خارجية
- أندريا بيروبون على موقع قاعدة بيانات كرة القدم.إي يو (الإنجليزية)
- أندريا بيروبون على موقع Soccerway.com (الإنجليزية)